# メガミの笑壺
『メガミの笑壺』（メガミのえつぼ）は、アーテインから2006年3月30日に発売された漫才を題材としたシミュレーションゲーム。同年6月29日に追加要素を加えた『タッチで漫才! メガミの笑壺DS』が発売された。
2013年5月1日にはDS版から音声カットや調整を行ったニンテンドーDSiウェア『タッチで漫才! メガミの笑壺DL』が、2014年8月21日には『メガミの笑壺DL』が配信開始された。

## ストーリー
売れない漫才コンビ「カラテスパイダー」は慶納神社のお祭り「岩伎祭」で、花吹雪マッチポンプの裏方の仕事をすることになっていた。
しかし肝心のマッチポンプが仕事をサボってしまったため、代わりに漫才することになってしまう。
ネタも用意していない彼らは舞台でスベってしまう。突如要石に雷が直撃し、その衝撃で気絶。目が覚めた二人の前に「笑の神」と名乗る老人が現れ、「お前たちの漫才のせいで妖怪へきわろの封印が解けてしまった」とダメ出しをし、「へきわろに身体を乗っ取られたくなければ五弁天を祭る祠の前で笑いを奉納しろ」と告げられ謎の眼鏡を渡される。
目が覚めるとそこは病院で、一機の顔に夢の中で見た眼鏡がかけられていた。へきわろを封印することになってしまった二人はどうなるのか・・

## システム

### 基本操作
×ボタン（DS版ではBボタン）で台詞に、□ボタン（Yボタン）で千歳の表情に、△ボタン（Xボタン）でイメージにツッコミを入れる。DS版のみ漫才中の台詞をAボタンで早送りする事ができる。
DS版での操作方法はタッチペンで操作となっているが、ボタンによる操作も受け付けている。
なお、ツッコミは会話パートにも現れることがある。
ツッコミマーカー
ツッコミを入れるべきタイミングに現れるマーカー。正しい箇所にツッコミを入れることが出来ればキタイゲージが溜まるが、間違えた箇所に入れたりすると下がってしまう。また、あえてツッコミを入れずにスルーする事も出来る。
なお、ツッコミマーカーは会話パートに現れることもある。
キタイゲージ
画面左上に表示されるドーナツグラフ（DS版では棒状のゲージで、後述するマンゾクゲージも兼ねて表示される）。ツッコミに成功するとゲージが溜まり、失敗するとゲージが減少する。ゲージの色は黄色だが、ゲージが一周するとオレンジ色に変化し、最終的は赤色に変わっていく。ゲージの中心部には、プレイ中の漫才における台詞の数を表した数字（DS版では画面最上部に表示される白いゲージで表示されている）が表示されている。
マンゾクゲージ
PSP版のみに表示されている棒状のゲージで、キタイゲージで溜めた合計スコアに換算して集計する。
エツボポイント
マンゾクゲージのにかかっているラインで、所謂漫才パートにおけるノルマ。ラインを越えなければ失敗となる。
オファー
一度クリアした巡業場所から送られてくる所謂リクエスト。再度磨きがかった漫才を披露する事ができるが、オファーを受けた場所での漫才のネタの内容は固定されている。また、オファーの通知はカレンが教えてくれる。

### アクションツッコミ
本作は実際に行われるツッコミをミニゲームとしている。
眼鏡をかけた黄色の棒人間で表示されている。
フォロー
千歳が噛んでしまった台詞を正しく直すというもの。噛んでしまった部分は赤文字で表示される。
方向キーの左右で文字を操作し、○ボタンで落として正しい単語にする。
DS版は落下してくる文字を受け止めるものになっている。
ひろう
ツッコミのキーワードとなる三つの単語のうちどれか一つをツッコむというもの。
二つ並んだ上下に動くプレゼントと奥にあるプレゼントの一つを、タイミング良くクレーン車でひろう。
DS版は三つの単語がカップに入れられて、シャッフルした後に落ちてくる単語を拾うものになっている。
ヤジ
プレイ中に客からヤジが飛ぶことがある。
カウント後に「へたくそ」と書かれた槍が降ってくるので、スポットライトが当たっている場所に逃げるというもの。
DS版は上下から迫ってくる槍に対して安全地帯に逃げるものになっている。
たとえ
千歳のボケをなにかにたとえてツッコむというもの。突っ込む際に一言ごとに拳骨、チョップ、蹴りを放っている。
単語が二択ずつに分かれており、それを選んで3つの単語を正しい文法にしてツッコむ。
DS版は画面奥から迫ってくる津波に飲み込まれる前に単語が書かれた動く浮島を跳び移り、向こう岸に渡るものになっている。
ノリ
所謂ノリツッコミを行うというもの。主に漫才の区切りに来る。
3機のロケットから1機選んだ後、角度を調整し星目掛けて発射するというもの。
DS版はPSP版と視点が違い、飛んで行く星に発射するものに変更されている。
ツカミ
漫才の冒頭で行うツカミギャグ。台詞は「俺達、メガネ率200パーセント！」で笑の神が考案した。
方向キーとボタンを使って画面に支持されたポーズ通りに入力する。
DS版はポーズが書かれたカードに従ってタイミング良く入力するというものになっている。
スカシ
Lv3から使えるアクションツッコミ。必ず漫才の半分を過ぎた時に現れる。
潜水艇を岩にぶつけないようにして加減速させ、一番下の黄色いラインに到達させる。
DS版は闘牛になっておりAボタンでマントを用意し、突っ込んでくる牛に対してタイミング良くかわすというものになっている。
「おいこみ」と書かれたラインに到達すると（DS版では赤い牛をかわす）千歳が豹変し、漫才の内容も変化する。
笑い待ち
Lv3から使えるアクションツッコミ。ツッコミを入れる際に、タイミング良く行うことによってキタイゲージの上昇率が変化する（タイミングが完全に一致すると1.5倍になる）。
タイミングはネタや客層によって違う。なお、実際に存在する同名のテクニックとは異なっている。
壱快天ツッコミ
完全クリアした後に使えるアクションツッコミ。スカシで追い込みが成功した際、漫才の最後に登場する。
ツッコミの内容は所謂文字の入れ替えを連続で行うものとなっている。

## 登場ネタ
ゲーム内で披露されるネタこの項目では漫才の冒頭の部分を紹介する。
やってもムダ漫才
ストーリー冒頭のみに発生する漫才。無理矢理舞台に立たされたためにその場で思いついたネタで凌ごうとするも、千歳が台詞を噛んだのをヤジを飛ばされて意気消沈したり挙げ句の果てには客にボケ潰しをされるなど惨憺たる結果に終わる。
暗い思い出漫才
千歳が観客に自らの不幸話を聞いてほしいという理由で一機が付き添い人としてやって来たという設定で漫才が進行する。
忍者漫才
千歳が実家から忍術の巻物と思われる物を見つけ、自分が忍者の子孫ではないのか思うようになる。気になった一機が千歳と共に巻物の中身を確認していくが…。
任侠漫才
男らしさをアピール千歳が真の男らしい男を評価する検定試験「侠(おとこ)検定準二級」に合格した事を話す。千歳からフェミニンなボーイと揶揄られた一機が侠検定に挑戦していく。
ビジュアル漫才
この漫才の時のみ「ルナティックスパイダー」と名乗り、ビジュアル系バンドの風貌になる。新曲を披露しようとするもサイドボーカルの千歳が練習をしてこなかった為、代わりに練習をしてきた別の曲で代替するが…。
ムーディー漫才
新しい形の漫才を生み出していこうと宣言する千歳。例えとして警察の取り調べコントを行うも怪しげな雰囲気になり…。
天国ベタベタ漫才
条件を満たすとプレイ可能になるネタ。PSP版のみ服装がスーツ姿になる。このネタをクリアするとそのデータでは二度とプレイ出来ない。
前説漫才
DS版のみに登場する、条件を満たすとプレイ可能になるネタ。カラテスパイダーがマッチポンプの看板番組の収録中での注意事項を漫才を交えて観客に説明していく。条件を満たないと登場しない。

## 登場人物

### 主要登場人物
萬条 一機（ばんじょう いっき）
声 - 竹本英史
本作の主人公。漫才コンビ「カラテスパイダー」のツッコミ担当。快活な性格だがではあるがその分がさつである。年齢は19歳で相方の巻村千歳とは同級生。
慶納神社で寒い漫才をしてしまったがために笑の神からダメ出しを喰らった後、へきわろの力を防ぐことができる眼鏡を強制的にかけられた（へきわろを封印するまで外すことはできない）ため、その尻拭いをすることとなる。
巻村 千歳（まきむら ちとせ）
声 - 中尾良平
カラテスパイダーのボケ担当。一機とは違い、元からメガネをかけている。学生時代に一機にコンビを組まされることになった。
普段はテンションが低く、あがり症で弱気なオタクだが、才能はあり舞台で大きな笑いをとると性格が豹変する。
ギターを嗜んでいるが、簡単な童謡しか弾けない。
笑の神（わらいのかみ）
声 - 徳山靖彦
夢の中に突如現れた笑いの神と名乗る老人。へきわろの封印を解いてしまったカラテスパイダーにダメ出しをし、一機にメガネを渡した人物。
事あるごとに一機の夢の中に現れては漫才のテクニックを伝授する。とてもガラが悪く、彼の頭突きは一機を一撃で気絶させる程の威力がある。
その正体はかつて一世を風靡し、30年前に失踪した「花吹雪一門」の設立者・花吹雪壱快天（はなふぶきいちかいてん）であると千歳の口から明かされる。

### 花吹雪プロダクション
園田 カレン（そのだ かれん）
声 - 中西悠
花吹雪プロダクションのマネージャー。イギリス人と日本人のハーフ。
プロダクションには受付嬢のアルバイトで入ったのだが、仕事が増えたためかマネジメント業もこなすようになった。
ちとせによると、仕事の仕切り方がとても厳しいらしい。
大門寺 ひろみ（だいもんじ ひろみ）
声 - 高橋晃央
花吹雪プロダクションの社長。ちょい悪オヤジ風の風貌をしているが、能天気な部分が目立つ。
花吹雪 マッチポンプ（はなふぶき マッチポンプ）
カラテスパイダーの先輩で、若者には全く受けないが、年配層には絶大な人気を誇る漫才コンビ。
細くて背の高い方がツッコミ担当のマッチ（声：福原耕平）、太っている方がボケ担当のポンプ（声：平井啓二）。
看板番組を持つなど事務所内では唯一の稼ぎ頭となっているが、カラテスパイダーに露骨な嫌味を吐くなど性格は悪い。なお、慶納神社での仕事をサボったがためにへきわろの封印が解けてしまったため、ある意味元凶でもある。DS版ではカラテスパイダーを自身が出演する番組「まるごとヤングのど自慢」の前説に任命する。

### 巡業先の人々
舶来忍者
声 - 徳山靖彦、平井啓二、福原耕平
日本文化が大好きな忍者姿の外人集団。フランスの傭兵部隊に所属していたため流暢な日本語を話せるが、「片言の舶来忍者」という設定に拘っているため敢えて片言で喋っている。後に何故かカレンの下につく様になる。
黒岩 源太（くろいわ げんた）
声 - 福原耕平
慶納刑務所に収容されている囚人。「芸を喰らう野獣」と呼ばれ恐れられており、刑務所慰問をしに来た何人もの芸人を潰してきた。
実は自身が考えた未完成のネタ「かすみ草」を託せる芸人を探していた。カラテスパイダーの漫才を見て、半ば無理矢理かすみ草を託した。
薔薇咲 銀二（ばらさき ぎんじ）
声 - 徳山靖彦
老人ホーム シルバーボウイの管理人。利用者からは「シルバー」と呼ばれている。
現在は車椅子に乗っているが元芸人であり、かつては黒岩と「めおとぼういず」という漫才コンビを組んでいた。カラテスパイダーが披露したムーディー漫才を見て、黒岩の事を思い出し涙を流した。
木村（きむら）
声 - 川名真知子
慶納ぽかぽかTVに勤める女性ディレクター。DS版のみに登場。

### 五弁天
芸事の神。その名の通り五人の弁天である。身長は人間よりも小さい。慶納村で暴れるへきわろに困り果てた村人に自分達を祀る祠を建ててその前で芸を見せ続ける事を条件に封印に協力するが、時が経つにつれて人間が自分達の事を忘れてしまった事に不貞腐れて祠にこもってしまい、その影響か封印の力が弱まるばかりか弁天の周りには奇妙な人物が集まるようになった。
カラテスパイダーは彼女達に質の高い漫才を奉納し、結界の力を戻す事が目的となる。
2度目の来訪時に姿を現し、笑の神から託されたスーツ（DS版では番号が書かれたネタ帳）を授ける。3度目の来訪時にはカラテスパイダーの漫才を認めると同時に時代に合わせた生き方を決意し、着ている服を新調する様になる。
まじめな弁天
声 - 山口繭
談話喫茶前の祠に祀られている弁天。イッキの言葉遣いの悪さに呆れたりするなど、少々生真面目過ぎる面が目立つ。
ノリのいい弁天
声 - 中西悠
病院内の祠に祀られている弁天。神にしては陽気でフランクな言動が目立つ。一方でちとせからは苦手意識を抱かれた。
スジの通った弁天
声 - 中西悠
刑務所前の祠に祀られている弁天。仁侠じみた口調で話す。
不思議な弁天
声 - 山口繭
教会前の祠に祀られている弁天。無口であり、所持している携帯電話のEメールで会話を行う
だるい弁天
声 - 鹿野優以
老人ホーム前の祠に祀られている弁天。気怠げな雰囲気を出している。

### その他
エイティつるまろ
声 - 坂本明正
N-1グランプリの司会者。「ゆえーい」「～チョ」などの独特な喋り方をする一方でカラテスパイダーを露骨に見下しているが、カラテスパイダーからは「ギャグが80年代」と評されている。
クルクルウェスタン
N-1グランプリの出場者である、カウガールの格好をした女性芸人コンビ。つるまろやイッキの発言からお色気を売りにしているが、芸人としての腕は低い様である。カラテスパイダーの第一回戦の相手として立ちはだかるが敗北する。
フリン戦車
N-1グランプリの出場者である、不倫を芸風とした夫婦芸人コンビ。芸人としての腕はイッキ曰く「出オチタイプかと思ったらなかなかやる」との事である。カラテスパイダーの準決勝の相手として立ちはだかるが敗北する。
スモーキーモンキー
N-1グランプリの出場者である、つるまろが若手No.1と呼ぶ程の人気を誇るギャングの風貌をした猿顔の芸人コンビ。芸風を見たイッキからも「顔と動きが面白い」と評した。決勝戦まで勝ち進んだカラテスパイダーの相手として立ちはだかるが敗北する。
へきわろ
声 - 平井啓二
「慶納神社」に古くから伝わる妖怪で「よしのむらのもののけ」と称されている。目立ちたがり屋で非情に嫉妬深く、才能に秀でた人物に憑りついて邪魔をする。
かつては馬鹿げた行動を行うことで村人を楽しませていたが、村の祭に現れた旅芸人に嫉妬し、芸や歌を封印して村に災いをもたらした。
これを見かねた慶納村の長老が呼んだ芸事の神である五弁天によって要石に封印されたが、一機たちの寒い漫才によって封印が解けてしまう。
へきわろの母親
声 - 鹿野優以
へきわろの母親。山姥のような顔立ちをした醜悪な外見の妖怪で、へきわろは「ママ」と呼んでいる。カラテスパイダーの奮闘によって封印寸前まで追い詰められたへきわろの呼びかけによって現れたが、観客の笑い声で苦しんでいたのを見たカラテスパイダーに笑いが弱点と見抜かれてしまい、最終的には息子諸共封印されてしまった。
真のエンディングでは、カラテスパイダーが笑の神の弟子である事を知り、息子を制裁を加えた後平謝りしながら消滅していった。

## 巡業場所
談話喫茶 ともしび
客同士が不幸話を語り合う喫茶店。弁天の祠は店の角にある。客層は一機曰く「60年代のピースフルな若者達」が多い。
一機達の不幸話に見せかけた漫才を見てから彼らに影響を受け「漫才喫茶 でおち」に改名する。なお、この店のマスターはオファー時にしか姿を見せない。
披露されるネタはLV1では暗い思い出漫才、LV2では忍者漫才、LV3ではムーディー漫才。
廃墟の病院
名前の通り廃墟になった病院。弁天の祠は病院内にある。
心霊現象が噂されている場所だが、何故か舶来忍者達が集まっている。
披露されるネタはLV1では忍者漫才、LV2では任侠漫才、LV3ではビジュアル漫才。
慶納刑務所
慶納市の刑務所。弁天の祠は刑務所の入り口前にある。
「芸人墓場」と呼ばれており中庭には芸人のギャグが彫られた墓場があると言われている。
披露されるネタはLV1では任侠漫才、LV2では暗い思い出漫才、LV3では忍者漫才。
聖ジュヌヴィエーヴ教会
夜中になるとヴィジュアル系バンドを集めて「ミサナイツ」呼ばれるギグイベントを開催している教会。弁天の祠は教会の入り口前の階段にある。
客層は黒いゴシックロリータを纏った少女だが、この教会の関係者なのかは不明である。一方で部外者を悪魔呼ばわりして叩き出したり、ヤジや罵倒も平然と行っている。再来時には彼らを「笑いの神の子ら」と呼んでいる。
披露されるネタはLV1ではビジュアル漫才、LV2ではムーディー漫才、LV3では暗い思い出漫才。
老人ホーム シルバーボウイ
前衛的アートを彷彿させる外観をした老人ホーム。利用者は同性愛者をにおわせる人物が多い。
披露されるネタはLV1ではムーディー漫才、LV2ではビジュアル漫才、LV3では任侠漫才。
慶納神社
慶納市の神社。要石の前で芸や踊りを披露する「慶納岩伎祭」が行われる。後にカラテスパイダーの影響で様々な噂が立ち、テレビ局が駆けつけ漫才イベント「N-1グランプリ」が開催される。LV3の漫才がランダムで披露されるが、ネタの最中にへきわろが妨害行為をしてくる事もある。
慶納ぽかぽかTV
DS版のみに登場。慶納市のテレビ局。
カラテスパイダーはマッチポンチが出演するカラオケ番組「まるごとヤングのど自慢」の前説漫才を行う。
また、他の巡業場所とは違い、漫才のレベルはLV2からのスタートとなっている。

## 用語
カラテスパイダー
イッキとちとせからなる若手漫才コンビ。普段は先輩芸人のマッチポンプの裏方の仕事をこなしつつ、メジャーデビューを目指している。ビジュアル系漫才の時のみ、「ルナティックスパイダー」と名乗る。条件を満たすと笑の神から正式な弟子として認められ、「花吹雪きみをまもる（「きみを」がイッキで、「まもる」がちとせ）」の名を与えられる。
おもしろメガネ
笑の神がイッキに無理矢理押し付けた眼鏡。見た目は単なる黒縁眼鏡だが、へきわろを目視出来る様になる他、へきわろの妨害を防ぐといった力を持っている。
花吹雪プロダクション
カラテスパイダーが所属している小規模な芸能事務所。マッチポンプが稼ぎ頭となっている。通常エンディングでは事務所が消滅するという目に遭っている。
かすみ草
黒岩が収監される前から考え続けていた漫才のネタを納めたネタ帳。黒岩は「未完成交響曲」と呼んでいる。最終的にはカラテスパイダーに押し付ける形で託された
めおとぼういず
黒岩と薔薇咲が結成したお笑いコンビ。男同士の夫婦漫才を題材とし、壱快天と双方を成すほどの絶大な人気を誇っていたが、黒岩が暴力事件を起こした事でコンビは解散してしまった。
慶納市（よしのし）
今作の舞台となる街で、作中の300年前は「慶納村」と呼ばれていた。へきわろが封印された場所に神社が建てられた。
慶納岩伎祭（よしのいわきさい）
慶納神社で毎年行われる、要石の前で芸や踊りを披露する祭り。本来はへきわろを封印した五弁天に奉納するために行われていたが、時代が流れるにつれて儀式自体が縮小されてしまい最終的に神社のみで行う形となった。
N-1グランプリ
日本一のお笑い芸人を決める漫才大会。